# Horowura
Horowura is een bestuurslaag in het regentschap Flores Timur van de provincie Oost-Nusa Tenggara, Indonesië. Horowura telt 909 inwoners (volkstelling 2010).